# 阿瑟·威金斯
阿瑟·威金斯（英語：Arthur Wiggins，1891年12月4日—1961年7月23日），英国男子赛艇运动员。他曾代表英国参加1912年夏季奥林匹克运动会赛艇比赛，获得男子八人单桨有舵手银牌。